# Слётова-Чернова, Анастасия Николаевна
Анастасия Николаевна Слётова-Чернова (1873, Тамбов — 1938, Ленинград) — учительница, член Всероссийского учредительного собрания.

## Биография
Родилась в семье страхового агента. Была сестрой видного деятеля ПСР Степана Николаевича Слётова.
Выпускница Тамбовской женской гимназии. Работала учительницей. Ездила за границу для изучения там постановки внешкольного образования. Заведовала воскресной школой, после суда над ней, который был выигран при участии адвокатов Н. П. Карабчевского и А. Я. Тимофеева, заведовала «Обществом по устройству народных чтений». В 1898 году вышла замуж за В. М. Чернова. В мае 1899 г. Чернов вместе с женой эмигрировал. Осенью 1901 г. при активном содействии Чернова была создана новая партия — партия эсеров. А. Н. Слётова-Чернова её член с момента образования. Вместе с мужем находилась в эмиграции.
В 1917 году момент выборов в Учредительное собрание проживала в г. Козлове. Член бюро фракции партии эсеров. Избрана во Всероссийское учредительное собрание в Тамбовском избирательном округе по списку № 1 (эсеры и Совет Крестьянских депутатов). Одна из 10 женщин из 716 депутатов, избранных в Учредительное собрание. Участница его единственного заседания 5 января 1918 года. Когда большевики начали депутатов торопить, грозили потушить свет, А. Н. Слётова срочно достала откуда-то десятки свечей.
30 января 1918 года ЦК партии эсеров поручил ей совместно с А. А. Гизетти и В. Г. Архангельским организацию партийной работы среди учителей.
Многократно была арестована. Сидела в тюрьме в 1921 году.
В 1938 году вновь репрессирована, включена в «Список лиц, подлежащих суду военной коллегии Верховного Суда Союза ССР» по Ленинградской области от 12 сентября 1938 за подписью Сталина, Молотова и Жданова под номером 110 «по первой категории» (расстрел), однако умерла в тюрьме до окончания дела.

## Семья
- Брат — Степан (1876—1915), революционер-террорист, член партии эсеров.
- Сын — Борис Викторович Чернов (1900 — 28.09.1933) социалист-революционер[12].

1-й арест. В 1923 студент, арестован в декабре 1923 г., в феврале 1924 г. по обвинению по 62 статье (организованное сокрытие подлежащих обложению или учёту предметов) УК РСФСР сослан в Нарымский край.
2-й арест. В 1925 г. в ссылке в деревне Костарево Парабельского района Томской области, приговорён 3 годам заключения в Тобольском политизоляторе, затем ссылка в Тюмени.
3-й арест. В феврале 1929 сослан на 3 года в Кызыл-Орду.
4-й арест. В 1930 г. арестован в Кызыл-Орде, приговорён к 3 годам лишения свободы, отбывал по декабрь 1932 в Челябинском политизоляторе, приговорён к 3 годам ссылки в Сибирь. Умер в ссылке 8.09.1933 (по другим данным 28.09.1933) от последствий тяжёлой малярии в деревне в северной части долины Оби.
- Дочь — Мария Викторовна (Эллен) Слётова (около 1908, Женева — не ранее конца 1960-х), 10 ноября 1934 арестована и помещена в Бутырскую тюрьму, по предположению матери арест был связан с арестом профессора А. П. Дмитроченко[a]. Мария была на 5-м месяце беременности, что заставило мать обратиться в Политический Красный Крест. Однако с 1935 по 1938 год Мария была выслана[15]. В 1950-е жила в Холмогорах Архангельской области, заведовала научной станцией. Автор нескольких брошюр по животноводству. В 1960-е вернулась в Ленинград[16].

## Адреса
- 1934 — Москва, Очаковская, <дом> 3, кв. 14[15]

## Комментарии
1. ↑  В самом документе или его расшифровке допущена опечатка — А. П. Дмитриченко, тем не менее речь идёт безусловно о А. П. Дмитроченко, соавторе и, по-видимому, учителе М. В. Слетовой.